# Eugenio Perico
Eugenio Perico (Curno, 15 ottobre 1951) è un allenatore di calcio ed ex calciatore italiano.

## Carriera

### Giocatore
Dopo un paio di anni nelle serie inferiori passò all'Ascoli, con cui ottiene subito la promozione in Serie A. Restò con i marchigiani ben otto stagioni, diventando un pilastro irremovibile della difesa.
È suo ed è tuttora imbattuto il record assoluto di presenze tra serie A e B con la maglia bianconera dell'Ascoli: 236.
Torna poi all'Atalanta con la quale ottiene la promozione in massima serie. Disputa la sua ultima partita da professionista subentrando nei minuti conclusivi della finale di Coppa Italia 1986-87 persa 0-1 contro il Napoli.
Ha un figlio di nome Gabriele anch'egli calciatore professionista.

### Allenatore
Terminata la carriera di calciatore intraprende quella di allenatore, seguendo le giovanili dell'Atalanta. Con essa ottiene la conquista di quattro scudetti, tutti nella categoria Giovanissimi Nazionali nelle stagioni 2001-2002, 2003-2004, 2004-2005 e 2007-2008.

### Politica
È stato candidato a sindaco di Curno per L'Ulivo nelle elezioni amministrative del 16 novembre 1997: ottenne il 39,21% dei voti venendo sconfitto dal sindaco uscente Mario Bianchi, candidato della Lega Nord, che si affermò, con il 42,73% dei suffragi.

## Palmarès

### Giocatore

#### Competizioni nazionali
- Promozione in Serie A: 3

Atalanta: 1970-1971, 1987-1988
Ascoli: 1973-1974
- Serie C1: 1

Atalanta: 1981-1982
- Campionato italiano di Serie B: 2

Ascoli: 1977-1978
Atalanta: 1983-1984
- Torneo di Capodanno: 1

Ascoli: 1980

#### Competizioni internazionali
- The Red Leaf Cup: 1

Ascoli: 1980

### Allenatore

#### Competizioni nazionali
- Campionato Giovanissimi Nazionali: 4

Atalanta: 2001-2002, 2003-2004, 2004-2005, 2007-2008